# Cédric Mourier
Cédric Mourier, né le 2 janvier 1970 à Roanne, est un arbitre international de tennis français.

## Biographie
Cédric Mourier est né le 2 janvier 1970. Il a passé ses examens d’arbitre de club à la suite d'une première expérience à l'âge de 14 ans.
Il devient arbitre régional en 1991, et est sélectionné en tant que juge de ligne au tournoi de tennis de Lyon, et pour la finale de la Coupe Davis au Stade de Gerland. La victoire de l'équipe de France l'a incité à devenir arbitre international de tennis. Le Roannais réussit son examen en 1995, et a arbitré plusieurs petits tournois, en France et à l’étranger. Il devient arbitre professionnel ATP en 1998.
Cédric Mourier a notamment arbitré la finale du simple messieurs des Internationaux de France en 2001, 2004, 2006, 2010, et 2013, la finale du Masters 1000 de Paris-Bercy entre Novak Djokovic et Milos Raonic en 2014, ainsi que celle de 2018 entre Djokovic et Khachanov. Il a également arbitré une demi-finale des Masters de Londres entre Roger Federer et Stanislas Wawrinka qui a fait l'objet d'une altercation entre les deux joueurs.
En avril 2017, alors qu'il arbitre le match David Goffin contre Rafael Nadal en demi-finale du tournoi de Monte-Carlo, alors que le Belge devait mener 4-2 sur une balle trop longue de Nadal, annoncée faute par le juge de ligne, Cédric Mourier descend de sa chaise pour montrer une trace bonne, mais qui n'est pas celle de Nadal, Face à l'incompréhension de Goffin, il répond « peut-être que je me trompe », mais ne lui donne pas le point, qui est rejoué. Goffin, déconcentré, perd le match.
Il arbitre pour la dernière fois lors du tournoi de Paris-Bercy 2018 et devient à partir de 2019 juge-arbitre et superviseur,.